# Successimultani
Successimultani és una novela de l'escriptor català Manuel de Pedrolo escrita l'any 1979 i que pertany al gènere de ciència-ficció.
Una de les millors novel·les de ciència-ficció en català, una història de viatges en el temps i de paradoxes temporals, que aconsegueix lligar sense llacunes Pedrolo. Ambientada a la Barcelona de la dècada dels 60 i 70 i també dels 40, la parella protagonista viatja en el temps gràcies a l'habilitat que ha heretat la Jordina del seu pare, però amb la peculiaritat que sempre viatgen al passat i a un període anterior al seu naixement, perquè no és possible coincidir amb el teu jo més jove...
Tot i estar escrita a l'any 1979 la novela aguanta be el pas del temps i la lectura actual és igualment interessant que en el seu moment original.